# Indie rock
Indie rock er ikke en egentlig genre af rock, men er derimod betegnelsen for rock udgivet på et selvstændigt pladselskab. Indie er en forkortelse af det engelske independent (da.: selvstændig).
Musikken i denne genre er ofte alternativ eller beregnet for en mindre målgruppe end mainstream, men det kan også dreje sig om egentlig popmusik, der bare ikke har fanget interesse fra store veletablerede selskaber. I de seneste par år har der været en stadig tendens til at kunstnere og bands søger over i mindre selskaber eller opretter deres egne for at opnå mere kunstnerisk frihed.
I de seneste ti år er der sket en sand eksplosion i antallet af små pladeselskaber, som ikke kun har foregået i rockgenren, men også i genrer som hiphop, heavy metal og elektronisk musik.

## Bands

### 1980-1990
- Hüsker Dü (US)
- Sonic Youth (US)
- The Minutemen (US)
- The Pixies (US)
- R.E.M. (US)
- Dinosaur Jr (US)
- Half Japanese (US)
- My Bloody Valentine (UK/IRL)
- The Jesus and Mary Chain (SCO)
- The Cure (UK)
- Throwing Muses (US)

### 1990-2000
- Blonde Redhead (US)
- dEUS (Bel)
- The Breeders (US)
- PJ Harvey (UK)
- Kashmir (DK)
- Pavement (US)
- Melt-Banana (JPN)
- Mogwai (SCO)
- Mew (DK)
- Psyched Up Janis (DK)
- Sebadoh (US)
- Stereolab (Fra/UK)
- Yo La Tengo (US)
- bob hund (SVE)
- Fugazi (US)
- Blur (UK)
- Catherine Wheel (UK)
- Slowdive (UK)
- The God Machine (US)
- Tanya Donnelly (US)
- Radiohead (UK)
- The Cranberries (Irl)

### 2000-2011
- Action Beat (UK)
- Arcade Fire (CAN)
- Broken Social Scene (CAN)
- Arctic Monkeys (UK)
- Animal Collective (US)
- The Dodos (US)
- Enon (US)
- Les Savy Fav (US)
- Liam Finn (AUS)
- Lightning Bolt (US)
- The Veils (UK)
- Fleet Foxes (US)
- Health (US)
- Yeasayer (US)
- These Are Powers (US)
- My Chemical Romance (US)
- Mucc (JPN)
- Epo-555 (DK)
- Ulige numre (DK)
- Figurines (DK)
- The Kissaway Trail (DK)